# Karol Morawski (generał)
Karol Morawski herbu Dąbrowa (ur. 1767 w Zauszu na Wileńszczyźnie, zm. 18 października 1841 w majątku Duszkowo, województwo mińskie) – generał brygady Księstwa Warszawskiego, generał major wojsk rosyjskich.

## Życiorys
Syn Ignacego Feliksa Morawskiego i Teofilii Konstancji Radziwiłł córki Michała Radziwiłła. Od wczesnej młodości oficer wojsk litewskich, w 1789 pułkownik i dowódca pułku, w 1792 bronił Rzeczypospolitej przed interwencją rosyjską i odznaczył się w bitwie pod Brześciem Litewskim.
Po zwycięstwie targowiczan opuścił służbę. Działał w Wilnie w spisku insurekcyjnym. Wyznaczony przez T. Kościuszkę na przyszłego Naczelnego Wodza wojsk litewskich. W 1794 w drodze do objęcia tej funkcji schwytany przez Rosjan i zesłany na Syberię. Uwolniony w 1796 przez cara Pawła. Od 1797 w służbie rosyjskiej w stopniu generała. Dosłużył się godności szambelana cara Aleksandra I. W 1812 w stopniu rosyjskiego generała majora wszedł do Armii Księstwa Warszawskiego i jako oficer przybocznego sztabu Napoleona I wziął udział w kolejnych kampaniach napoleońskich. W 1812 roku przystąpił do Konfederacji Generalnej Królestwa Polskiego.
Po upadku Napoleona I powrócił na Litwę. Nie był represjonowany, gospodarował na swoich dobrach.
Odznaczony Orderem św. Stanisława (1790), Krzyżem Kawalerskim Orderu Virtuti Militari (1792), bawarskim Orderem Lwa Palatyńskiego (ok. 1790), francuskim Krzyżem Kawalerskim Orderu Legii Honorowej (1814), neapolitańskim Krzyżem Kawalerskim Orderu Obojga Sycylii (1814),